# Ignacio Bollain Ochoa
José Iñaki Bollain (Santander, 5 d'octubre de 1974) és un exfutbolista càntabre, que jugà de defensa.

## Trajectòria esportiva
Sorgit del planter del Racing de Santander, Iñaki va saltar al primer equip a la temporada 94/95, tot sent una de les revelacions de l'any, amb 34 partits i un gol. A la campanya següent, la seua aportació a l'esquadra racinguista va baixar als 32 partits, alguns d'ells des de la suplència, i a partir de la temporada 96/97 ja perdria la titularitat.
La 97/98 la inicia al Racing, però al no trobar cap lloc a l'onze càntabre, marxa a la UE Llevant, amb qui jugaria 20 partits i marcaria un gol. El Llevant baixaria a la Segona B, i Iñaki romandria una temporada amb els granota a la Segona B, la categoria en la qual més hi militaria des d'eixe moment.
Després de passar pel Novelda CF, a l'estiu del 2000 arriba al Burgos CF, amb qui pujaria a Segona Divisió la temporada 00/01. L'any següent, amb els castellans a la categoria d'argent, Iñaki va ser titular, tot jugant 34 partits i marcant 3 gols. El Burgos baixaria de nou a Segona B. El càntabre va romandre a l'equip fins a l'estiu del 2003, quan va fitxar pel Palencia CF.
Posteriorment, va militar en equips menors com el Laredo (2004), Sangonera (04/05), Granada CF (05/07) i CD Roquetas (07).